# Dujana
Dujana fou un estat tributari protegit al govern de Panjab (a uns 60 km a l'oest de Delhi, a l'estat actual d'Haryana).
El nawab era d'origen afganès. L'estat fou concedit originalment a Abdul Samand Khan i els seus fills de per vida per Lord Lake, com a recompensa per serveis als britànics (les parganes de Nahar i Bahu amb una comarca a Haryana). El 1806 la tinença es va fer perpètua per sanad del governador general i li foren afegides algunes comarques, bescanviades per les viles de Dujana (i de Mehana) a Rohtak (1809). El nawab aporta un contingent de 200 cavallers al govern britànic quan li són demanats. La superfície era de 295 km² i la població de 23.416 habitants (1881) i 24.174 (1901). L'exèrcit, incloent la policia, era de 130 homes. El nawab fou fidel el 1857. Administrativament el formaven dos tahsils: Dujana i Nahar.
La capital era Dujana (5545 habitants el 1901) i incloïa 30 pobles. La va fundar un santó de nom Durjan Shah.

## Llista de nawabs
- 1. Nawab ABDUS SAMAD KHAN 1803-1825
- 2. Nawab DONDI KHERA KHAN 1825-1850
- 3. Nawab HASAN ALI KHAN 1850-1867
- 4. Nawab MUHAMMED SAADAT ALI KHAN 1867-1879
- 5. Jalaluddin Nawab MUHAMMED MUMTAZ ALI KHAN Bahadur Mustaqil-i-Jan 1879-1908
- 6. Jalaluddin Nawab MUHAMMED KHURSHID ALI KHAN Bahadur Mustaqil-i-Jan 1908-1925
- 7. Jalaluddaula Nawab MUHAMMED IQTIDAR ALI KHAN Bahadur Mustaqil-i-Jan, 1925-1948 (+ abans de 1970)